# Drymophilacris
Drymophilacris is een geslacht van rechtvleugeligen uit de familie veldsprinkhanen (Acrididae). De wetenschappelijke naam van dit geslacht is voor het eerst geldig gepubliceerd in 1976 door Descamps.

## Soorten
Het geslacht Drymophilacris omvat de volgende soorten:
- Drymophilacris bimaculata Rehn, 1905
- Drymophilacris glyphocerca Rowell, 2000
- Drymophilacris melanopsis Rowell, 2000
- Drymophilacris monteverdensis Descamps & Rowell, 1978
- Drymophilacris nigrescens Rowell, 2000
- Drymophilacris panamae Descamps, 1976
- Drymophilacris rubripes Descamps & Rowell, 1984
- Drymophilacris veraguensis Rowell, 2000